# De verdwenen verteller
De verdwenen verteller is een stripverhaal uit de reeks van Suske en Wiske. Het is geschreven door Marc Verhaegen en gepubliceerd in De Standaard en Het Nieuwsblad van 3 juli 2002 tot en met 19 oktober 2002. De eerste albumuitgave was op 9 december 2002.

## Locaties
Dit verhaal speelt zich af op de volgende locaties:
- Het eiland Amoras, het Wolkendek Der Leuke Vooruitzichten (met vele locaties uit albums die Paul Geerts zou tekenen na 1972).

## Personages
In dit verhaal spelen de volgende personages mee:
- Suske, Wiske, tante Sidonia (Sidonhilde), Lambik, Jerom, Paul Geerts (Pol), Willy Vandersteen, de Zwarte Madam en haar raaf, Lange Wapper, Kludde, Snoeffel & Gaffel, Krimson en zijn bediende Achiel, Savantas, Jef Blaaskop, Vitamitje, de Mageren, de Vetten, Berry Gouwegreep (fan), Sus Antigoon, gemaskerde "Jim Parasijt", Rikske en Dikske.

## Uitvindingen
In dit verhaal spelen de volgende uitvindingen mee:
- de gyronef, het sprietatoomkanon.

## Het verhaal
Het is 1972 en Willy Vandersteen vraagt Paul Geerts om Suske en Wiske van hem over te nemen, de raaf van de Zwarte Madam hoort dit en waarschuwt de tovenares, Lange Wapper en Kludde. Lambik ondergaat vreemde veranderingen van zijn lichaam, en wordt gebeld door Willy Vandersteen die hem de situatie uitlegt. Tante Sidonia is dolblij als ze het nieuws hoort, en ze maakt zich meteen op voor haar gekoesterd liefde voor Paul. Suske en Wiske horen het nieuws ook van Lambik, en zien dan hoe Paul Geerts wordt aangevallen door de raaf. Suske en Wiske springen op de bezemstelen, maar vallen later. Ze komen in het huis van Jerom terecht en de vrienden bespreken de situatie. Lambik is jaloers op de aandacht voor Paul, en verlaat het huis in een boze bui. Buiten wordt hij opgewacht door Snoeffel en Gaffel, ze willen de rechten voor Suske en Wiske kopen. Ze beloven Lambik zijn eigen stripreeks en veel geld en daardoor ondertekent Lambik het formulier, hij belooft al zijn vrienden ook te laten tekenen.
Krimson komt met zijn bediende aan op het eiland Amoras en ontmoet de Zwarte Madam en haar handlangers. Ook Savantas arriveert met zijn sprietatoomkanon en de mannen horen dat de Zwarte Madam de opvolger van Willy Vandersteen in haar macht heeft. Pol wordt gehaald en dan arriveert Jef Blaaskop, ze willen een eigen serie laten tekenen door Pol, maar Pol ontsnapt met Vitamitje. Als de vrienden met de gyronef aankomen worden ze beschoten vanuit de stad. Ze landen in het gebied van de Mageren en de inwoners zijn dolblij Suske terug te zien. Hij is de laatste afstammeling van Sus Antigoon. Ze vertellen dat Jef Blaaskop de macht weer heeft gegrepen, en alleen aanbiedingfolders levert aan de armen in plaats van voedsel of andere hulp. Suske vraagt hen te helpen met de zoektocht naar Paul Geerts. Tante Sidonia tekent het formulier van Lambik, ook in naam van Suske en Wiske, en gaat op weg naar Jef Blaaskop. De Vetten vallen het huisje aan, maar Jerom verslaat de mannen en gaat met Lambik op weg naar de stad. Jerom weigert het contract ongelezen te tekenen.
Paul Geerts wordt weer gevangen door de bende en ontmoet Rikske en Dikske, die graag over vakantie praten en het weer voorspellen. Wiske wordt weer koningin van Amoras en wordt samen met Suske opgesloten voor eigen veiligheid. Maar ze ontsnappen en gaan ook richting de stad, waar Lambik en Jerom net zijn binnengedrongen. Jerom bereikt de toren waar Paul Geerts is opgesloten, maar wordt verkleind door Savantas. Savantas vertelt dat Jerom in zijn tijd nog niet bestond maar ziet Lambik niet. Lambik weigert de kleine Jerom uit de glazen pot te bevrijden als Jerom het contract niet tekent. Krimson wil niet dat Suske en Wiske verdwijnen, hij weet dat zij het geld binnen brengen, hij vraagt zich alleen af hoe hij de kinderen voor altijd in zijn macht zal kunnen krijgen.
Sidonhilde gaat naar Jef Blaaskop en begint met hem te zingen. Maar de Zwarte Madam ziet haar en stuurt Lange Wapper en Kludde op haar af. Ze wordt gevangengenomen, maar komt ’s nachts in de cel van Paul Geerts. Dolverliefd "bespringt" ze hem, maar als Paul over de Zwarte Madam begint te praten wordt tante Sidonia strijdlustig. Maar tante Sidonia valt in een put en dan verschijnt Sus Antigoon in de cel van Paul. Hij neemt Paul mee naar het Wolkendek Der Leuke Vooruitzichten, waar Nepal, Tanzania, Antwerpen in het verleden en een groot schip op zee voorbijflitsen. Door zijn vooruitzichten in de toekomst krijgt Paul Geerts weer moed, en Suske en Wiske hebben Jef Blaaskop overmeesterd. Lambik gaat weer naar Jerom, die eindelijk tekent, maar wordt neergeslagen door Krimson voordat hij Jerom kan bevrijden.
Snoeffel en Gaffel zijn ook in een glazen pot opgesloten en hun gemaskerde opdrachtgever besluit zelf naar de stad te gaan als hij dit hoort. Suske en Wiske worden ontdekt en bij tante Sidonia en Lambik opgesloten. Krimson vertelt dat hij de rechten van Suske en Wiske heeft, en schiet de Zwarte Madam neer. Maar hij wordt dan door Lange Wapper neergeslagen en de vrienden kunnen ontsnappen. Ze treffen eindelijk Paul Geerts, hij is ontsnapt uit zijn cel, maar samen met hen ingesloten door de Vetten. Dan arriveert de gemaskerde man, het blijkt Willy Vandersteen te zijn die zich heeft vermomd als Jim Parasijt. Willy verslaat de boeven en zegt tegen Lambik dat ijdelheid en hebzucht slechte eigenschappen zijn. Hij vertrekt samen met Paul op Sus Antigoon naar het vasteland. De vrienden zullen samen met de gyronef naar huis gaan, ze laten de boeven gaan omdat ze misschien nog nodig zijn in latere verhalen.

## Achtergronden bij het verhaal
- Paul Geerts neemt Suske en Wiske over van Willy Vandersteen in 1972.
- In dit album zijn vele verwijzingen naar eerdere albums geschreven door Willy Vandersteen en Paul Geerts, er wordt ook ingegaan op veranderingen in uiterlijk en de karakters van de personages en taalgebruik en stijl van de verhalen.
- Er worden ook heel wat Nederlandse vertalingen van bekende rock-'n-rollnummers gezongen in dit verhaal, waaronder Blue Suede Shoes, Good Golly Miss Molly, Love Me Tender,... Dit is een allusie op Geerts' voorliefde voor rock 'n roll uit de jaren 50.